# Calidad de suministro eléctrico

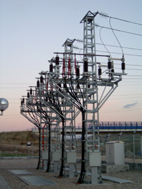
Feeders de línea ferroviaria de alta velocidad.

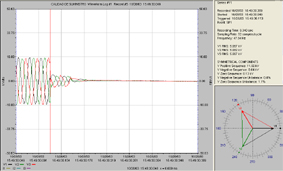
Osciloperturbografía real de un consumidor eléctrico en España, realizada mediante software de análisis PAS sobre un equipo analizador PM296 de la marca SATEC Powerful Solutions.

La calidad de suministro eléctrico es la normalización del suministro eléctrico mediante reglas que fijan los niveles, parámetros básicos, forma de onda, armónicos, niveles de distorsión armónica, interrupciones, etc.
Es habitual que existan reglas que regulen la calidad del suministro eléctrico según los países o zonas de suministro, así como, los diversos sistemas: baja, media o alta tensión, corriente alterna o continua, sistemas monofásicos, bifásicos o trifásicos, todos ellos englobados entre los distintos modos de generar o transportar electricidad.
La calidad de suministro suele referirse a la calidad de la onda de tensión de la energía eléctrica en sistemas de tensión alterna, no obstante, existen normativas que también contemplan las perturbaciones de las ondas de Intensidad propias del consumo que ejerce el cliente sobre la tensión suministrada por la fuente, que en muchos casos es la compañía eléctrica.

## Normativas
Según la región, zona geográfica o sistema de distribución, se suelen aplicar distintas normativas. En Europa es de obligado cumplimiento la EN50160, normativa que regula la calidad de suministro eléctrico en todo el territorio europeo. En los países anglosajones, las normativas a aplicar son la IEEE 1159 y en materia de armónicos las G5/4.
La energía eléctrica al ser un bien de consumo, debe mantener una determinada calidad, ya que de lo contrario, afectaría a todos los equipamientos que dependieran de un modo directo o indirecto de ésta.
En Materia de armónicos, también existen regulaciones al respecto, no pudiendo excederse los límites marcados por cada normativa.
En el caso de muchos equipamientos electrónicos o eléctricos es de obligado cumplimiento, que éstos se adapten y cumplan con una serie de normativas para no perturbar la red eléctrica a la que están conectados.

## Analizadores

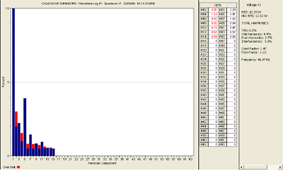
Análisis armónico de calidad de suministro realizado con software PAS de SATEC sobre un equipo analizador PM296.

Para poder analizar la calidad de suministro eléctrico es necesaria la instalación de analizadores de medida eléctrica, más complejos, precisos y completos que un sencillo medidor eléctrico.
Un analizador eléctrico de calidad de suministro, debe ser capaz de analizar por sí mismo todos los fenómenos eléctricos no deseados que podrían afectar a la carga o a la fuente suministradora de la energía eléctrica.
En el caso de sistemas de corriente alterna, deberá ser capaz de realizar osciloperturbografías con un muestreo superior a las 128 muestras por ciclo eléctrico (50 o 60 ciclos por segundo, según sistemas en el caso más habitual) y por canal de medida, sin multiplexación de ningún tipo de los muestreos de los diversos canales, analizando los ciclos pre y post evento.
Es Necesario que también sea capaz de categorizar los fenómenos registrados según dicten las normas vigentes anteriormente mencionadas.
La precisión de medida, debe ser al menos del tipo fiscal clase 0,2s, ya que debe exigirse la mayor precisión posible.
Los analizadores de calidad de suministro eléctrico, deben estar instalados continuadamente en el punto de acometida de la compañía distribuidora al cliente. Los equipos portátiles no son recomendables ya que no se encuentran constantemente analizando y podrían ser retirados o desconectados, invalidando cualquier tipo de campaña de medida.
Existen muchos fabricantes de analizadores en el mercado, asociaciones y universidades con departamentos especializados en analizar la calidad de suministro eléctrico.

## Defectos de la calidad de la corriente eléctrica
Una fuente de suministro de energía perfecta sería aquella que estuviese siempre disponible, dentro de las tolerancias de tensión y frecuencia exigibles y presentase un perfil de onda perfectamente senoidal libre de
perturbaciones. Cuánta desviación de esta perfección está dispuesto a tolerar el usuario dependerá
de las aplicaciones, del tipo de equipos que tenga instalados y de la percepción de sus propias
necesidades.
Los defectos de la calidad de la energía - las desviaciones de aquella perfección - puede clasificarse
en cinco tipos:
- Distorsión armónica
- Cortes en el suministro
- Oscilaciones de la tensión
- Caídas y picos de tensión
- Fenómenos transitorios

Cada uno de estos problemas de calidad de la energía tiene causas diferentes:
- Unos son el resultado de infraestructuras comunes a varios usuarios. Por ejemplo, un fallo en la red puede ocasionar una caída de tensión que afectará a varios utilizadores y cuanto mayor sea el nivel de la avería mayor será el número de clientes afectados, o un problema en la instalación de un abonado puede provocar un fenómeno transitorio que afecte a otros usuarios del mismo subsistema.
- Otros problemas, como los armónicos, se generan en la propia instalación del usuario y pueden propagarse, o no, a la red de distribución y afectar a otros clientes. Los problemas de distorsión armónica se pueden resolver mediante una combinación de adecuados procedimientos de diseño y el empleo de equipos de eliminación o reducción de armónicos de eficacia probada.

## Smart Gridsy calidad del suministro de energía
Los sistemas actuales utilizan sensores llamados PMU y medidores inteligentes distribuidos a lo largo de su red para monitorear la calidad de suministro. El uso de estas redes inteligentes y sus características de rápida detección de problemas y de subsanación automatizada de anomalías en la red podrían proporcionar una mayor calidad de suministro.